# Киеньска, Хелена
Хелена Киеньска (Киеньска-Добкевич, пол. Helena Kijeńska-Dobkiewiczowa; 29 сентября 1880, Лодзь — 15 июля 1962, Лодзь) — польская пианистка и музыкальный педагог.
Ученица Генрика Мельцера-Щавиньского. В 1911 г. стала владелицей и директором частной музыкальной школы в Лодзи (прежде принадлежавшей Марии Бояновской), в 1917 г. получила государственное разрешение преобразовать её в Музыкальный лицей. Эта институция, как считается, положила начало систематическому музыкальному образованию в этом городе. В межвоенной Польше лицей Киеньской, преобразованный затем в консерваторию, стал заметным образовательным центром: в ней учились, в частности, Гражина Бацевич и её брат Витаутас Бацявичюс, Владислав Кендра, преподавали Казимеж Сикорский, Теодор Рыдер и Антоний Добкевич. С апреля 1924 года Киеньская стала женой Добкевича, после чего носила двойную фамилию.
После оккупации Польши немецкими войсками консерватория была закрыта, Киеньская и Добкевич давали частные уроки. С освобождением города от немецких войск в 1945 году Киеньска возобновила занятия в консерватории, однако в том же году распоряжением нового польского правительства была учреждена государственная Музыкальная академия в Лодзи во главе с Казимежем Вилкомирским; желая содействовать наиболее высокому качеству музыкального образования в городе, Киеньска передала новому учреждению имевшиеся в её консерватории инструменты, библиотеку и нотный архив, а сама заняла должность проректора.